# Ersin Destanoğlu
Ersin Destanoğlu (Istanbul, 1º gennaio 2001) è un calciatore turco, portiere del Beşiktaş.

## Carriera

### Club
Cresciuto nel settore giovanile del Beşiktaş, debutta in prima squadra il 13 giugno 2020 giocando l'incontro di Süper Lig perso 2-1 contro l'Antalyaspor.
Nel marzo del 2021 viene inserito dall'IFFHS nell'undici ideale dei giocatori under-20 più forti d'Europa.

### Nazionale
Ha giocato numerose partite con le varie nazionali giovanili turche.

## Statistiche
Statistiche aggiornate al 5 febbraio 2025

### Presenze e reti nei club
| Stagione        | Squadra         | Campionato      | Campionato | Campionato | Coppe nazionali | Coppe nazionali | Coppe nazionali | Coppe continentali | Coppe continentali | Coppe continentali | Altre coppe | Altre coppe | Altre coppe | Totale | Totale | Totale |
| Stagione        | Squadra         | Comp            | Pres       | Reti       | Comp            | Pres            | Reti            | Comp               | Pres               | Reti               | Comp        | Pres        | Reti        | Pres   | Reti   |        |
| --------------- | --------------- | --------------- | ---------- | ---------- | --------------- | --------------- | --------------- | ------------------ | ------------------ | ------------------ | ----------- | ----------- | ----------- | ------ | ------ | ------ |
| 2019-2020       | Beşiktaş        | SL              | 8          | -8         | CT              | 0               | 0               |                    | -                  | -                  |             | -           | -           | 8      | -8     |        |
| 2020-2021       | Beşiktaş        | SL              | 17         | -16        | CT              | 1               | -1              | UCL+UEL            | 1+0                | -3;0               |             | -           | -           | 19     | -20    |        |
| 2021-2022       | Beşiktaş        | SL              | 32         | -35        | CT              | 3               | -2              | UCL                | 5                  | -17                | SK          | 1           | -1          | 41     | -55    |        |
| 2022-2023       | Beşiktaş        | SL              | 9          | -11        | CT              | 2               | -3              |                    | -                  | -                  |             | -           | -           | 11     | -14    |        |
| 2023-2024       | Beşiktaş        | SL              | 11         | -12        | CT              | 0               | 0               | UECL               | 3                  | -8                 |             | -           | -           | 14     | -20    |        |
| 2024-2025       | Beşiktaş        | SL              | 1          | -2         | CT              | 1               | 0               | UEL                | 3                  | -5                 |             | -           | -           | 5      | -7     |        |
| Totale carriera | Totale carriera | Totale carriera | 78         | -84        |                 | 7               | -6              |                    | 12                 | -33                |             | 1           | -1          | 98     | -124   |        |

## Palmarès

### Club

#### Competizioni nazionali
- Campionato turco: 1

Beşiktaş: 2020-2021
- Coppa di Turchia: 2

Beşiktaş: 2020-2021, 2023-2024
- Supercoppa di Turchia: 2

Beşiktaş: 2021, 2024